# Comuna Krupîcipole, Icinea
Krupîcipole (în ucraineană Крупичполе) este o comună în raionul Icinea, regiunea Cernihiv, Ucraina, formată din satele Krupîcipole (reședința), Novîi Podil și Svarîcivka.

## Demografie
Componența lingvistică a comunei Krupîcipole
     Ucraineană (98,69%)
     Alte limbi (1,06%)
Conform recensământului din 2001, majoritatea populației comunei Krupîcipole era vorbitoare de ucraineană (98,69%), existând în minoritate și vorbitori de alte limbi.